# 2-Ioddibenzofuran
2-Ioddibenzofuran ist eine chemische Verbindung aus der Gruppe der Heterocyclen und leitet sich vom Dibenzofuran ab.

## Gewinnung und Darstellung
2-Ioddibenzofuran wurde erstmals 1934 von Henry Gilman et al. über eine mehrstufige Synthese aus Dibenzofuran hergestellt. Die Synthese verlief über die entsprechende Sulfonsäure, das Sulfonsäurechlorid, das Natriumsalz der Sulfinsäure und das Chlormercurat des Edukts. Eine solche Synthese ist jedoch unnötig kompliziert und hat den Nachteil eines Quecksilber-haltigen Zwischenprodukts.
Die Autoren Kryska und Skulski veröffentlichten 1999 eine effizientere Synthese, ebenfalls vom Dibenzofuran ausgehend, bei der nur ein Schritt nötig ist. Dabei wird das Edukt durch eine Mischung aus Iod, Diacetoxyiodbenzol, Essigsäure, Essigsäureanhydrid und einer katalytischen Menge Schwefelsäure oxidativ iodiert. Nach Quenchen in einer basisch gepufferten Natriumsulfit-Lösung und Filtration kann das feste Produkt noch aus Ethanol umkristallisiert werden. Vorteilhaft ist auch die teilweise Rückgewinnung des anfallenden Iodbenzols aus der Quench-Lösung durch Extraktion mit Chloroform.
Eine weitere Möglichkeit ist wie 2019 von Satkar et al. gezeigt die Iodierung mittels Iodosobenzol und Ammoniumiodid in Methanol, wobei diese Iodierungs-Mischung selbst in der Siedehitze nur sehr niedrige Ausbeuten liefert (die Methode eignet sich eher für aktivierte Aromaten wie zum Beispiel Kresole).